# Jeremiah Markland
 (septembre 2021).
La mise en forme du texte ne suit pas les recommandations de Wikipédia : il faut le « wikifier ».
Les points d'amélioration suivants sont les cas les plus fréquents :
- Les titres sont pré-formatés par le logiciel. Ils ne sont ni en capitales, ni en gras.
- Le texte ne doit pas être écrit en capitales (les noms de famille non plus), ni en gras, ni en italique, ni en « petit »…
- Le gras n'est utilisé que pour surligner le titre de l'article dans l'introduction, une seule fois.
- L'italique est rarement utilisé : mots en langue étrangère, titres d'œuvres, noms de bateaux, etc.
- Les citations ne sont pas en italique mais en corps de texte normal. Elles sont entourées par des guillemets français : « et ».
- Les listes à puces sont à éviter, des paragraphes rédigés étant largement préférés. Les tableaux sont à réserver à la présentation de données structurées (résultats, etc.).
- Les appels de note de bas de page (petits chiffres en exposant, introduits par l'outil «  Source ») sont à placer entre la fin de phrase et le point final[comme ça].
- Les liens internes (vers d'autres articles de Wikipédia) sont à choisir avec parcimonie. Créez des liens vers des articles approfondissant le sujet. Les termes génériques sans rapport avec le sujet sont à éviter, ainsi que les répétitions de liens vers un même terme.
- Les liens externes sont à placer uniquement dans une section « Liens externes », à la fin de l'article. Ces liens sont à choisir avec parcimonie suivant les règles définies. Si un lien sert de source à l'article, son insertion dans le texte est à faire par les notes de bas de page.
- La présentation des références doit suivre les conventions bibliographiques. Il est recommandé d'utiliser les modèles {{Ouvrage}}, {{Chapitre}}, {{Article}}, {{Lien web}} et/ou {{Bibliographie}}. Le mode d'édition visuel peut mettre en forme automatiquement les références.
- Insérer une infobox (cadre d'informations à droite) n'est pas obligatoire pour parachever la mise en page.

Pour une aide détaillée, merci de consulter Aide:Wikification.
Si vous pensez que ces points ont été résolus, vous pouvez retirer ce bandeau et améliorer la mise en forme d'un autre article.
Jeremiah Markland est un philologue anglais, né à Childwall, dans le Lancashire, en 1693, mort à Milton (Surrey) en 1776. 

## Biographie
Il est fils d’un pauvre vicaire de village dont la famille se composait de douze enfants. Markland est admis à l’hôpital du Christ comme boursier, et y commence sérieusement ses études, qu’il achève au collège de Saint-Pierre, à Cambridge. Le jeune étudiant est promptement en possession de ses grades ; on aurait voulu le pousser dans la carrière ecclésiastique, mais il s’y refuse énergiquement pour se consacrer aux lettres. 
Il s’occupait déjà de Properce et préparait uns édition des Sylves de Stace, qui devait lui donner une brillante réputation. Ce travail parut à Londres (1728, in-4°). La même année, Markland se chargea de l’éducation d’un jeune homme, et visita avec lui la France, les Pays-Bas et la Hollande. Vers 1743, il renonça complètement à l’enseignement ; il était atteint d’infirmités qui ne lui laissèrent que la satisfaction de travailler à ses heures, dans la solitude qu’il choisit dans le comté de Surrey. Une attaque de goutte l’emporta à l’âge de quatre-vingt-trois ans. 
La querelle la plus fameuse à laquelle Markland prit part fut celle qui s’éleva entre Tunslull et Middleton, au sujet des lettres de Cicéron à Brutus et de Brutus à Cicéron. Tunstall avait émis des doutes sur l’authenticité de cette correspondance. Non-seulement Markland appuya ces doutes, mais il les étendit à quatre harangues attribuées à Cicéron, et qui sont, suivant lui, l’œuvre de quelque rhéteur. 
Ces harangues sont : Ad Quirites post reditum ; Post reditum in senatu ; Pro domo sua ; De haruspicum responsis. L’ouvrage de Markland eut un immense retentissement, et souleva d’orageuses récriminations de la part de Ross, depuis évêque d’Exeter, qui publia un pamphlet où il attaquait, « d’après la manière de Markland, » l’authenticité des plaidoyers de Cicéron pour Milon et Sylla, celle de deux Catilinaires et de deux sermons de Tillotson. Markland écrivit sur la couverture de ce livre : « Je ne l’ai jamais lu. » La querelle reprit en 1753 et en 1801. Gessner réfuta les arguments du philologue anglais ; Wolf les corrobora par de nouvelles considérations. 
Markland a été décrié par les uns, vanté à l’excès par les autres. Si Hurd l’a défini « une créature de peu d’esprit et de sens médiocre. » Elmsley a été plus juste en disant : « Sa modestie, sa candeur, sa probité littéraire, sa politesse à l’égard des autres savants furent telles, qu’on le regarde justement comme le modèle que tout critique devrait imiter. » Quoi qu’il en soit, Markland peut être considéré à juste titre comme un des savants modernes les plus versés dans les littératures anciennes.

## Œuvres
On a de lui : une édition des Sylves de Stace, ouvrage déjà cité, dont Boissonade a dit : « Si nous ne nous trompons, les notes de Markland sur Stace sont, avec l’Horace de Bentley, ce que les philologues anglais ont écrit ne plus beau sur la littérature latine ; Epistola critica ad Franciscum Hare, decaniem Vigorniensem, in qua Horatii loca aliquot et aliorum veterum emendantur (Cambridge, 1723, in-8°) ; Remarques sur les lettres de Cicéron à Brutus et de Brutus à Cicéron (Londres, 1745, in-8°) ; De Græcorum quinta declinatione imparisyllabica et inde formata Latinorum tertia quasstio grammatica (Londres, 1760, in-4°) ; Euripidis supplices mulieres (Londres, 1763-1775, in-4" ; Oxford, 1811, in-8°) ; Euripidis Iphigenia in Aulide et Iphigenia in Tauris (Londres, 1768-1771, in-8°). Markland éleva des doutes sur l’authenticité du célèbre traité de Cicéron : De oratore. Serviable avec ses collègues, il fournit d’abondantes et précieuses notes à Taylor sur Lysias, à Mangen sur Philon, et à Bowyer sur le Verbe moyen de Kuster.

### Source
« Jeremiah Markland », dans Pierre Larousse, Grand dictionnaire universel du XIXe siècle, Paris, Administration du grand dictionnaire universel, 15 vol., 1863-1890 [détail des éditions].